# San Miguel Sigüilá
San Miguel Sigüilá är en kommunhuvudort i Guatemala.   Den ligger i departementet Departamento de Quetzaltenango, i den västra delen av landet, 120 km väster om huvudstaden Guatemala City. San Miguel Sigüilá ligger 2 463 meter över havet och antalet invånare är 7 551.
Terrängen runt San Miguel Sigüilá är huvudsakligen kuperad, men den allra närmaste omgivningen är platt. San Miguel Sigüilá ligger nere i en dal. Runt San Miguel Sigüilá är det tätbefolkat, med 849 invånare per kvadratkilometer. Närmaste större samhälle är Quetzaltenango, 12,8 km sydost om San Miguel Sigüilá. I omgivningarna runt San Miguel Sigüilá växer huvudsakligen savannskog.